# Onyeka Okongwu
Onyeka Okongwu (ur. 11 grudnia 2000 w Los Angeles) – amerykański koszykarz, nigeryjskiego pochodzenia, występujący na pozycji silnego skrzydłowego, obecnie zawodnik Atlanty Hawks.
Został wybrany dwukrotnie najlepszym zawodnikiem szkół średnich stanu Kalifornia (California Mr. Basketball − 2018, 2019). W latach 2016−2017 wziął udział w trzech edycjach turnieju Adidas Nations, a w 2019 w obozie Allen Iverson Roundball Classic.

## Osiągnięcia
Stan na 1 grudnia 2020, na podstawie, o ile nie zaznaczono inaczej.
NCAA
- Zaliczony do I składu:
  - Pac-12 (2020)
  - najlepszych pierwszorocznych zawodników Pac-12 (2020)
  - turnieju Orlando Invitational (2019)
- Zawodnik kolejki Pac-12 (25.11.2019)
- Najlepszy pierwszoroczny zawodnik kolejki Pac-12 (25.11.2019, 16.12.2019)